# Zero Mostel
Zero Mostel (eredetileg Samuel Joel Mostel) (Brooklyn, New York, 1915. február 28. – Philadelphia, Pennsylvania, 1977. szeptember 8.) háromszoros Tony-díjas amerikai színész, a New York-i Broadway színpadainak népszerű komikusa. Jelentős alakításai közé tartozott a Hegedűs a háztetőn Tevjéje, és A producerek Max Bialystockja.

## Élete
Bevándorló közép-európai zsidó szülők gyermekeként született Brooklynban. A szegény sorban, Manhattanben cseperedő fiú korán kitűnt rajztehetségével, s később festeni tanult, majd 1935-ben végzett a City College of New Yorkban. 1939-ben megházasodott, de házassága 1941-ben felbomlott, s Mostel hirtelen váltásként még abban az évben komikusi meghallgatásokra kezdett járni. 1942-ben felvették a Cafe Society-be, felvette a Zero Mostel nevet, s elindult komikusi pályáján. Egyre több fellépési lehetőséget kapott a Broadway színpadain, s 1948-tól a televízió képernyőjén is megjelent. 1955-ben karrierje megtorpant, miután megtagadta az együttműködést a McCarthy-féle Amerika-ellenes bizottsággal, s nem volt hajlandó kommunista ismerőseit megnevezni, ezért feketelistára került. 1958-ig színpadon sem játszhatott, 1959-től azonban ismét komikusi szerepet vállalt televíziós sorozatokban, 1960-ban pedig ünnepelt művészként tért vissza a Broadway színpadaira. Előbb Eugène Ionesco Rinocéroszával aratott nagy sikert, majd 1964-től élete legemlékezetesebb szerepét, a Hegedűs a háztetőn tejesemberét, Tevjét alakíthatta színpadon egészen 1972-ig. Később egészségi állapota megromlott, s hatvankét éves korában hunyt el verőértágulatban.